# خشغناب (عباس الشرقي)
خشغناب (بالفارسية: خشگناب) هي قرية تقع في إيران في قسم عباس الشرقي الريفي. يقدر عدد سكانها بـ 7 نسمة بحسب إحصاء 2016.